# Simon Brett
Simon Anthony Lee Brett (Worcester Park, 28 ottobre 1945) è uno scrittore britannico.

## Biografia
Figlio del geometra John Brett e di Margaret (nata Lee), un'insegnante, Simon Brett ha 2 fratelli: Penelope Clark e Michael Brett. Ha studiato al Dulwich College e al Wadham College di Oxford, dove ha conseguito una laurea con lode in inglese. È sposato e ha tre figli e vive ad Arundel, West Sussex, Inghilterra.
Brett è stato presidente del Detection Club dal 2000 al 2015. È stato nominato Ufficiale dell'Ordine dell'Impero Britannico (OBE) nel New Year Honours del 2016 per i servizi alla letteratura.
Nel 2015, Brett è stato eletto membro della Royal Society of Literature.

## Opere principali

### Romanzi gialli
Brett ha scritto cinque serie di romanzi polizieschi (Charles Paris, Mrs Pargeter, Fethering, Blotto e Twinks e Decluttering Mysteries). La maggior parte di questi romanzi rientra nella tradizione della "Golden Age" della narrativa poliziesca, intrattenendo il lettore attraverso umorismo, personaggi eccentrici e intricati colpi di scena. Ha anche scritto diverse opere teatrali di genere giallo e alcuni romanzi non seriali, di cui A Shock to the System (1984) è probabilmente il più noto grazie alla versione cinematografica con Michael Caine nei panni del dirigente d'azienda che si vendica dopo essere stato ignorato per la promozione. Nel 2014, Brett è stato scelto come destinatario del Cartier Diamond Dagger dalla Crime Writers' Association per "un eccezionale corpus di opere nella narrativa poliziesca".

#### Serie Charles Paris
1. Cast, In Order of Disappearance (1975)
2. So Much Blood (1976)
3. Star Trap (1977)
4. An Amateur Corpse (1978)
5. A Comedian Dies (1979)
6. The Dead Side of the Mic (1980)
7. Situation Tragedy (1981)
8. Murder Unprompted (1982)
9. Murder in the Title (1983)
10. Not Dead, Only Resting (1984)
11. Dead Giveaway (1985)
12. What Bloody Man Is That? (1987)
13. A Series of Murders (1989)
14. Corporate Bodies (1991)
15. A Reconstructed Corpse (1993)
16. Sicken and So Die (1995)
17. Dead Room Farce (1998)
18. A Decent Interval (2013)
19. The Cinderella Killer (2014)
20. A Deadly Habit (2018)

#### Serie Mrs Pargeter
1. A Nice Class of Corpse (1986)
2. Mrs, Presumed Dead (1988)
3. Mrs Pargeter's Package (1990)
4. Mrs Pargeter's Pound of Flesh (1992)
5. Mrs Pargeter's Plot (1996)
6. Mrs Pargeter's Point of Honour (1999)
7. Mrs Pargeter's Principle (2015)
8. Mrs Pargeter's Public Relations (2017)
9. Mrs Pargeter's Patio (2023)

#### Serie Fethering
1. The Body on the Beach (2000)
2. Death on the Downs (2001)
3. The Torso in the Town (2002)
4. Murder in the Museum (2003)
5. The Hanging in the Hotel (2004)
6. The Witness at the Wedding (2005)
7. The Stabbing in the Stables (2006)
8. Death Under the Dryer (2007)
9. Blood at the Bookies (2008)
10. The Poisoning at the Pub (2009)
11. The Shooting in the Shop (2010)
12. Bones Under the Beach Hut (2011)
13. Guns in the Gallery (2011)
14. Corpse on the Court (2012)
15. The Strangling on the Stage (2013)
16. The Tomb in Turkey (2014)
17. The Killing in the Cafe (2015)
18. The Liar in the Library (2017)
19. The Killer in the Choir (2019)
20. Guilt at the Garage (2020)
21. Death and the Decorator (2022)

#### Serie Blotto e Twinks
1. Blotto, Twinks and the Ex-King's Daughter (2009)
2. Blotto, Twinks and the Dead Dowager Duchess (2010)
3. Blotto, Twinks and the Rodents of the Riviera (2011)
4. Blotto, Twinks and the Bootlegger's Moll (2012)
5. Blotto, Twinks and the Riddle of the Sphinx (2013)
6. Blotto, Twinks and the Heir to the Tsar (2015)
7. Blotto, Twinks and the Stars of the Silver Screen (2017)
8. Blotto, Twinks and the Intimate Revue (2018)
9. Blotto, Twinks and the Great Road Race (2019)
10. Blotto, Twinks and the Maharajah's Jewel (2021)
11. Blotto, Twinks and the Suspicious Guests (2022)
12. Blotto, Twinks and the Conquistadors Gold (2023)
13. Blotto, Twinks and the Phantom Skiers (2024)

#### Serie Decluttering Mystery
1. The Clutter Corpse (2020)
2. An Untidy Death (2021)
3. Waste of a Life (2022)
4. A Messy Murder (2024)

#### Serie di Nigel Molesworth
Un continuo dei romanzi di Geoffrey Willans con protagonista Nigel Molesworth
1. Molesworth Rites Again (1983)
2. How to Stay Topp (1987)